# Musca aethiops
Musca aethiops är en tvåvingeart som beskrevs av Stein 1913. Musca aethiops ingår i släktet Musca och familjen husflugor. Inga underarter finns listade i Catalogue of Life.